# Shajunia
Shajunia (en ruso: Шахунья) es una ciudad del óblast de Nizhni Nóvgorod, en Rusia, centro administrativo del raión homónimo. Se encuentra a 240 km de Nizhni Nóvgorod, la capital del óblast. Su población contaba 21.354 habitantes en 2009.

## Historia
Shajunia se desarrolló alrededor de una estación de ferrocarril abierta en 1927 en la línea Nizhni Nóvgorod-Kírov. Se convirtió en un asentamiento de tipo urbano en 1938, consiguiendo el estatus de ciudad en 1943.

## Demografía
| 1926   | 1959   | 1970   | 1979   | 1989   | 2000   | 2002   | 2007   |
| ------ | ------ | ------ | ------ | ------ | ------ | ------ | ------ |
| 25 100 | 21 300 | 16 700 | 21 000 | 22 337 | 23 600 | 21 724 | 21 400 |

## Economía
La economía se basa en la transformación de productos de la agricultura y la fabricación artesanal de ropa.